# Burgstall Ahorn

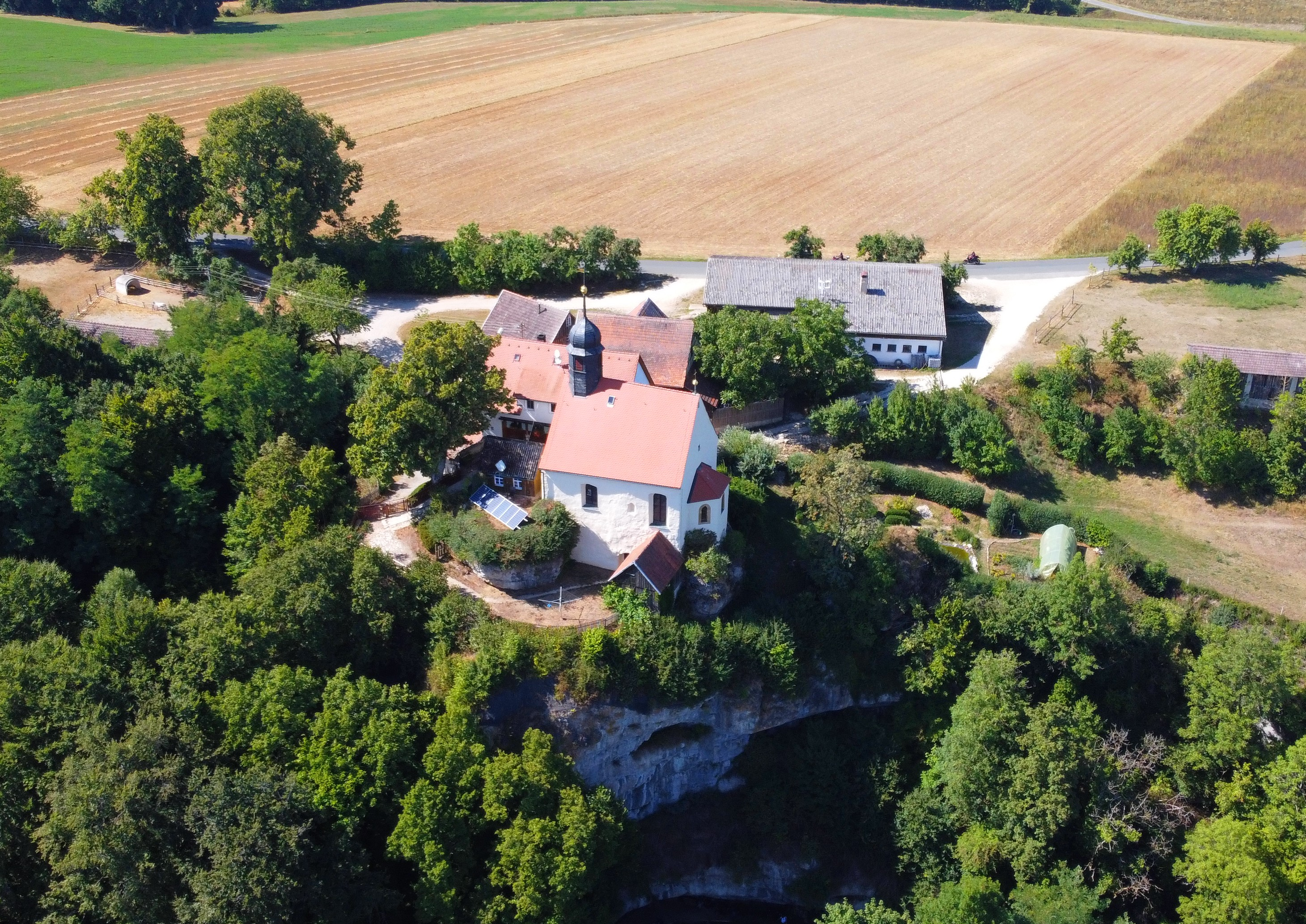
Luftbild des Burgstalls Ahorn (2022)

Burgstall Ahorn, auch Klausstein genannt, bezeichnet eine abgegangene Spornburg auf 443 m ü. NHN oberhalb der Sophienhöhle an der Stelle der heutigen Klaussteinkapelle bei Klausstein, einem Gemeindeteil der Gemeinde Ahorntal im Landkreis Bayreuth in Bayern. Unweit davon befindet sich die Burg Rabenstein.
Die Burg wurde um 1050 bis 1100 von den Herren von Ahorn als Stammsitz erbaut und 1130 erwähnt. 1277 war die Burg im Besitz des Bistums Bamberg. 1398 wurde im ältesten Landbuch des Landes Bayreuth nur noch eine Kapelle auf dem Burgplatz erwähnt.
Die Reste der ehemaligen Burganlage sind in der Klaussteinkapelle und einem privaten Wohnhaus aufgegangen.
Aus dem Geschlecht der Herren von Ahorn stammte der bedeutende Wormser Bischof Burchard II. († 1149), der das Ostwerk des Wormser Domes erbauen ließ. Vermutlich wurde er auf der Burg geboren.